# Сораку
Сораку (яп. 相楽郡 Сораку-гун) — уезд в префектуре Киото в Японии.

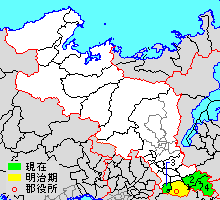
Расположение уезда Сораку

Состоит из 3 деревень и 1 города .

## География
Расположен в южной части префектуры Киото.
Площадь на 1 апреля 2017 года, июнь 2019 года — 178,24 км²

## Население
По состоянию на 1 декабря 2014 года население района Сораку составляло 46 299 человек на площади 178,31 км².
По оценкам на 1 апреля 2017 года, население составляет 44 123 человек,  плотность 248 человек / км².
В июне 2019 года население составляло 43 490 жителей, а плотность населения 244 человека на км².

## Состав уезда
- Касаги
- Минамиямасиро
- Сейка
- Вадзука